# Ludwig Volkmann

Ludwig Volkmann um 1911

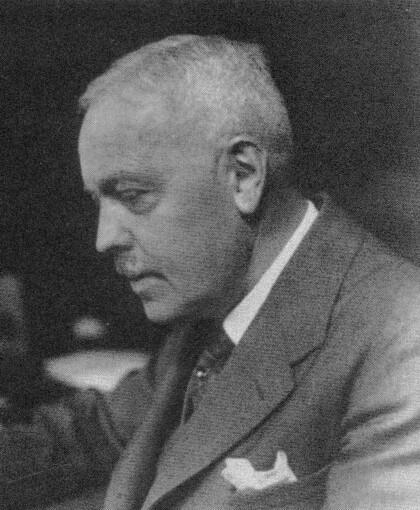
Ludwig Volkmann 1935

Ludwig Volkmann (* 9. Januar 1870 in Leipzig; † 10. Februar 1947 ebenda) war erster Vorsitzender des Deutschen Buchgewerbevereins und Präsident der von ihm organisierten Internationalen Ausstellung für Buchgewerbe und Graphik in Leipzig.

## Herkunft und Familie
Ludwig Volkmann wurde 1870 als Sohn des Buch- und Musikalienhändlers Wilhelm Volkmann und Enkel des Physiologen Alfred Wilhelm Volkmann (1801–1877) in Leipzig geboren.
Ludwig Volkmann heiratete am 13. Juli 1896 Henriette Ferdinande Luise Ida Maßmann, die am 18. Mai 1876 in Schwerin als Tochter des Reichsgerichtsrats und späteren Senatspräsidenten Wilhelm Maßmann und dessen Frau Clara geb. Burmeister geboren wurde. Sie starb am 1. August 1938.

## Ausbildung und berufliche Tätigkeit
Er besuchte zunächst die Teichmannsche Privatschule, darauf das Nikolai-Gymnasium in Leipzig
und erlernte zunächst in Bonn, zugleich als Student der Naturwissenschaften immatrikuliert, von 1888 bis 1889 den Buchhandel. Die folgende Jahre widmete er sich an den Universitäten  München, Leipzig, Florenz und Rom dem Studium der Kunstgeschichte, Archäologie und Nationalökonomie. 1892 promovierte er in München mit einer Dissertation über „Bildliche Darstellungen zu Dantes Divina Commedia bis zum Ausgang der Renaissance“. 1892/93 diente er als Einjährig-Freiwilliger beim Jäger-Bataillon in Dresden, bei dem er 1894 Reserveoffizier wurde. Am 16. Oktober 1893 trat er in den elterlichen Betrieb im Musikverlag Breitkopf & Härtel ein, wurde am 1. Juli 1894 Teilhaber des Zweighauses in Brüssel, am 1. Dezember 1895 Prokurist der Firma, im Januar 1897 Teilhaber der Leipziger Firma.
Im Jahre 1901 wurde Volkmann zum Ersten Vorsitzenden des Deutschen Buchgewerbevereins gewählt, als welcher er u. a. 1904 als Preisrichter zur Weltausstellung von St. Louis in die Vereinigten Staaten von Amerika, 1910 in gleicher Eigenschaft nach Brüssel beteiligt war. Zugleich pflegte er seine kunstwissenschaftlichen Interessen durch Reisen und eine reiche schriftstellerische Betätigung weiter.
1914 war Volkmann Präsident der von ihm organisierten Internationalen Ausstellung für Buchgewerbe und Graphik in Leipzig (Bugra).
Sein Verhältnis zu den Mitarbeitern und Angestellten seines Unternehmens ist insofern bemerkenswert, als in seinem Betrieb keine Fabriksirene zur Arbeit rief, keine Stempeluhr zu fürchten war, dass dem Mitarbeiter „keine Nummer in die Hand gedrückt wurde, die er beim Betreten der Fabrik abzugeben hatte und dadurch selbst zur Nummer herabgedrückt wurde“, als das anderswo noch üblich war. Ebenso verkündete er schon 1907 den Angehörigen des Hauses, dass sie von jetzt an Anspruch auf bezahlten Urlaub hätten, was unter den damaligen Verhältnissen etwas Außerordentliches war.
Im September 1914 wurde Volkmann zum Geh. Hofrat ernannt, verschiedene in- und ausländische Gesellschaften ernannten ihn zum Ehrenmitglied. Im Ersten Weltkrieg konnte er hinter der Front vielerlei kulturelle Arbeit leisten. 1919 begründete er eine besondere buchgewerbliche Abteilung auf der Leipziger Messe, die unter dem Namen „Bugra-Messe“ bleibende Bedeutung gewann und ein eigenes Messehaus erwarb. Auf der Internationalen Presse-Ausstellung Köln 1928 leitete er die Abteilung Buchgewerbe.
Als 1939 der Zweite Weltkrieg ausbrach, musste Ludwig Volkmann den großen Betrieb unter erschwerten Verhältnissen allein leiten, da die beiden Mitinhaber, seine Vettern von Haase, zum Kriegsdienst eingezogen waren. Nebenher arbeitete er weiterhin kunstwissenschaftlich. Als ihn 1940 ein Unfall traf, durch den er weitgehend gelähmt wurde, konnte er den Betrieb nur noch unter schwierigsten Umständen leiten. In dieser Zeit verfasste er sein letztes kunstwissenschaftliches Werk über die „Ägypten-Romantik in der europäischen Kunst“, das erst im Jahre 2006 posthum in Druckfassung erscheinen konnte.

## Letzte Lebensjahre
Am 4. Dezember 1943 fielen sein Haus und das Hauptgebäude von Breitkopf & Härtel nebst Maschinensaal und Keller einem Luftangriff auf Leipzig zum Opfer und brannten aus. Dabei wurden eine große Anzahl von Kunstwerken und Familiendokumenten vernichtet. Ludwig Volkmann zog zunächst in sein Landhaus in Großbothen bei Leipzig und lebte zuletzt in einem möblierten Zimmer in Leipzig, wo er am 10. Februar 1947 starb.

## Werke
Insbesondere Volkmanns grundlegende Studie zur frühneuzeitlichen Emblematik und Renaissance-Hieroglyphik von 1923 gilt bis heute als Standardwerk zur frühneuzeitlichen Bildlichkeit.

## Publikationen
- Padua (= Berühmte Kunststätten. Nr. 26). E.A. Seemann, Leipzig 1904, urn:nbn:de:bsz:14-db-id18716098607.
- Bilderschriften der Renaissance. Hieroglyphik und Emblematik in ihren Beziehungen und Fortwirkungen. Karl W. Hiersemann, Leipzig 1923 (Digitalisat in Heidelberger historische Bestände – digital). Hieroglyph, emblem, and Renaissance pictography (= Brill’s studies in intellectual history. Band 281; Brill’s studies on art, art history, and intellectual history. Band 28). Herausgegeben und aus dem Deutschen übersetzt von Robin Raybould. Brill, Leiden / Boston 2018, ISBN 978-90-04-36759-3. Bilderschriften der Renaissance. Hieroglyphik und Emblematik in ihren Beziehungen und Fortwirkungen. Faksimile des Erstdrucks von 1923 (= Bibliothek des Buchwesens. Band 33). Neu herausgegeben von Anja Wolkenhauer. Mit Beiträgen von Florian Ebeling, Ulrich Pfisterer und Anja Wolkenhauer. Anton Hiersemann, Stuttgart 2023, ISBN 978-3-7772-2339-1. Der Neudruck enthält auch ein Schriftenverzeichnis von Ludwig Volkmann mit mehr als 200 Einträgen.
- Ars memorativa. In: Jahrbuch der kunsthistorischen Sammlungen in Wien. Neue Folge, Band 3, Wien 1929, S. 117–122.
- Dietrich Volckmann, Walsrode – Ein niedersächsischer Bürgermeister im Dreißigjährigen Krieg. In: Zeitschrift für niedersächsische Familiengeschichte. 11. Jahrgang 1929, Nr. 2.
- Ägypten-Romantik in der europäischen Kunst. Universitätsverlag Potsdam, 2006 posthum, ISBN 978-3-939469-71-1.